# International Congress of Women
International Congress of Women initierades första gången 1878 för att skapa kontakter mellan de dåvarande kvinnoföreningarna i nationer världen över genom att arrangera återkommande internationella kvinnokongresser.
Den första kongressen hölls spontant mellan olika internationella kvinnoföreningar i Paris efter Världsutställningen 1878. Sedan dess har flera kongresser hållits för att diskutera då aktuella frågor inom feminism och pacifism.  
Bland de internationella föreningar som medverkat i att arrangera och delta i kongresserna nämns International Council of Women (ICW), International Alliance of Women (IAW) och Women’s International League for Peace and Freedom (WILPF).

## Kongresser
1. Paris, 1878, spontan sammankomst under Världsutställningen 1878
2. Paris, 1889, i samband med Världsutställningen 1889
3. Chicago, 1893, World's Congress of Representative Women i samband med World's Columbian Exposition
4. Paris, 1896, organiserad av Ligue Française pour le Droit des Femmes på Hôtel des Sociétés Savantes den 9 april 1896
5. Berlin, september 1896
6. London, 1899, organiserad med International Council of Women
7. Berlin, 1904, organiserad med International Alliance of Women
8. Stuttgart, 1907
9. Amsterdam, 1908, organiserad med International Alliance of Women
10. Toronto, 1909, organiserad av National Council of Women of Canada i anslutning till International Council of Womens kongress
11. Köpenhamn, 1910
12. Stockholm, 1911, organiserad med International Alliance of Women
13. Bern, 1915
14. Haag, 1915
15. Zurich, 1919, organiserad av Internationella kvinnoförbundet för fred och frihet
16. Wien, 1921
17. Paris, 1937, i samband med världsutställningen 1937
18. Paris, 1945, Kvinnornas Demokratiska Världsförbund